# Црни извештај
Црни извештај (енгл. Black Report) је резултат студије Владе Велике Британије из 1980. године. Објавио га је тадашњи Завод за здравствену и социјалну заштиту. За истраживање је био задужен стручни одбор на челу са Блек Дагласом, а циљ студије била је оцена степена класно-економске неједнакости у здравственом систему нације.
После алармантног резултата истраживања, Влада је желела да заташка целу студију, али владајућим конзервативцима то није пошло за руком. Истраживање је показало да је са порастом општег државног благостања порастао и општи степен здравља становника, али уочио је и велике разлике између различитих класа и њихових здравствених индикатора. Такође је утврђено да је глави узрок тих разлика сиромаштво.
Заједно са поделом у здравству, црни извештај се сматра једним од најозбиљнијих истраживачких подухвата у Уједињеном Краљевству.

## Претеча црног извештаја, његово извођење, резултати и последице
Публициста Ричард Вилкинсон је 16. децембра 1976. у часопису „Њу сосајети“ објавио двострани чланак под насловом „Драги Дејвиде Еналсу“, који је говорио о болестима сиромашних. Реагујући на овај чланак, Влада Белике Британије је наложила детаљну студију здравственог стања нације. За истраживање био је задужен и сам Дејвид Еналс, државни секретар за рад. Студија о здрављу била је готова марта 1997. године Резултати Црног извештаја показали су да је стопа смртности новорођенчади и деце у првим месецима живота двоструко већа код сиромашних људи, припадника неквалификованих и полуквалификованих радника, него код богатих слојева, припадника професионалних висококвалификованих радника. Такође разлика од тензионих обољења веома је била изражена код сиромашних испитаника у односу на богате слојеве друштва, док је вероватноћа од хроничног обољења била и преко 100% већа за полуквалификоване и неквалификоване раднике.
Закључак целог истраживања био је опште побољшање здравља нације у односу на претходне показатеље, док су здравствене разлике између одређених друштвено-економских група биле алармантно велике. Цео извештај је захтевао од Влада да уложи значајна финансијска средства у побољшању положаја сиромашних.
Збот захтева за велика економска улагања, државни врх Велике Британије био је забринут због чињенице да је тражени јавни расход за улагање у здравство вишеструко већа у односу на планирану издвојену суму новца. Због те чињенице Влика Британије није објављивала резултате више од 3 године, да би коначно влада конзервативаца на челу са Маргарет Тачер под притиском посустала и јавности дала на увид само 250 копија црног извештаја. Маргарет никада није прихватила извештај ослоњен на материјалистичком објашњењу, али се залагала за културним и бихевиоралним начинима побоњшања здравља јер је такав приступ реформама захтевао мањи буџет.